# Dürr-Ellenbach (Ulfenbach)
Der Dürr-Ellenbach ist ein 6 km langer Odenwald-Bach im Gemeindegebiet von Wald-Michelbach im hessischen Landkreis Bergstraße. Nach recht beständig südsüdwestlichem Lauf mündet er kurz nach dem Ort Ober-Schönmattenwag der Gemeinde von links in den mittleren Ulfenbach.

## Geographie

### Verlauf
Der Dürr-Ellenbach entsteht in einer gegabelten Tallichtung etwa 2,3 km ostnordöstlich von des Wald-Michelbacher Dorfes Aschbach jenseits des 538,4 m ü. NHN hohen Meisenbergs. Er hat zwei kleine Oberläufe. Der Hauptstrang beginnt mit dem längeren linken als wenig gewundener Wiesengraben auf etwa 452 m ü. NHN und fließt etwa 0,5 km südwestwärts bis zu seinem Zusammenfluss mit dem rechten, einem nur etwa ein Fünftel so langen Abfluss einer Quelle beim Einzelanwesen Dürr-Ellenbach. Nahebei speisen weitere kurze Quellabflüsse den Dürr-Ellenbach, der nun lange ungefähr südwärts fließt und weiter abwärts in geschlossenen Talwald eintritt.
Schon etwas bevor vom Taubenberg im Osten her ein etwa 0,6 km langer Hangbach in breiter Mulde fließt, öffnet sich wieder zu einer sich nach und nach ausweitenden Wiesenaue, in dem nun fast durchweg eine Baumgalerie den Bachlauf begleitet, der nun immer mehr südwestwärts zieht und von Südwesten her einen weiteren etwa 0,6 km langen Hangbach vom Geiersberg herab aufnimmt. Nun stehen bald die ersten Häuser von Ober-Schönmattenwag neben dem Dürr-Ellenbach, der dann in die breitere Talaue des Ulfenbachs eintritt. Dort fließt er noch etwa 0,6 km lang südwärts, durchquert die Hauptsiedlungsgruppe des Ortes und mündet gleich nach der unteren Ortsgrenze von links und auf etwa 243 m ü. NHN in den mittleren Ulfenbach.

### Einzugsgebiet
Das Einzugsgebiet ist 7,9 km² groß und zählt naturräumlich zum Südlichen zertalten Sandsteinodenwald im Unterraum Zentraler Sandstein-Odenwald des Buntsandstein-Odenwaldes. Der höchste Punkt liegt auf dem 538,4 m ü. NHN erreichenden Meisenberg westlich des Zusammenflusses der Oberläufe und des Einzelanwesens Dürr-Ellenbach, das der einzige andere Siedlungsplatz neben dem größeren Mündungsort  Ober-Schönmattenwag ist. Beide und das gesamte, vom Rand der meist schmalen Aue bis hinauf auf die beidseitigen Bergrücken durchwegs bewaldete  Einzugsgebiet liegen im Gebiet der Gemeinde Wald-Michelbach.
Jenseits der westlichen Wasserscheide fließt südsüdostwärts der Ulfenbach, dem von dieser her nur unbedeutende Hangzuflüsse zufallen. Im Osten konkurriert in lange zum Dürr-Ellenbach paralleler Laufrichtung der rechte Oberlauf Hinterbachs des Finkenbachs, der sich weit abwärts mit dem Ulfenbach zum nurmehr kurzen Neckar-Zufluss Laxbach vereint.

## Natur und Schutzgebiete
Der Dürr-Ellenbach fließt durch das Naturschutzgebiet Dürr-Ellenbachtal von Wald-Michelbach.

## Tourismus
Ein mit gelbem Kreis markierter Hauptwanderweg des Odenwaldklubs von Hemsbach im Westen in Richtung Mudau im Osten quert am Einzelanwesen Dürr-Ellenbach vorbei das obersten Tal. Ein weiterer, mir rotem Kreuz markierte Wanderweg läuft etwa auf der linken Wasserscheide.

### LUBW
Amtliche Online-Gewässerkarte mit passendem Ausschnitt und den hier benutzten Layern: Lauf und Einzugsgebiet des Dürr-Ellenbachs

Allgemeiner Einstieg ohne Voreinstellungen und Layer: Daten- und Kartendienst der Landesanstalt für Umwelt Baden-Württemberg (LUBW) (Hinweise)
1. ↑  Länge nach dem Layer Gewässernetz (AWGN).
2. ↑  Einzugsgebiet nach dem Layer Basiseinzugsgebiet (AWGN).

### Andere Belege
1. ↑  Natureg Viewer
2. 1 2  Höhe nach dem Höhenlinienbild auf dem Layer WMS LGL-BW Topographische Freizeitkarte 1:25.000 auf: Geoportal Baden-Württemberg (Hinweise)
3. ↑  Abfluss-BW - Daten und Karten
4. ↑  Otto Klausing: Geographische Landesaufnahme: Die naturräumlichen Einheiten auf Blatt 151 Darmstadt. Bundesanstalt für Landeskunde, Bad Godesberg 1967. → Online-Karte (PDF; 4,3 MB)
5. ↑  Höhe nach schwarzer Beschriftung auf dem Layer WMS LGL-BW Topographische Freizeitkarte 1:25.000 auf: Geoportal Baden-Württemberg (Hinweise)